# Dolina Beszeniowska

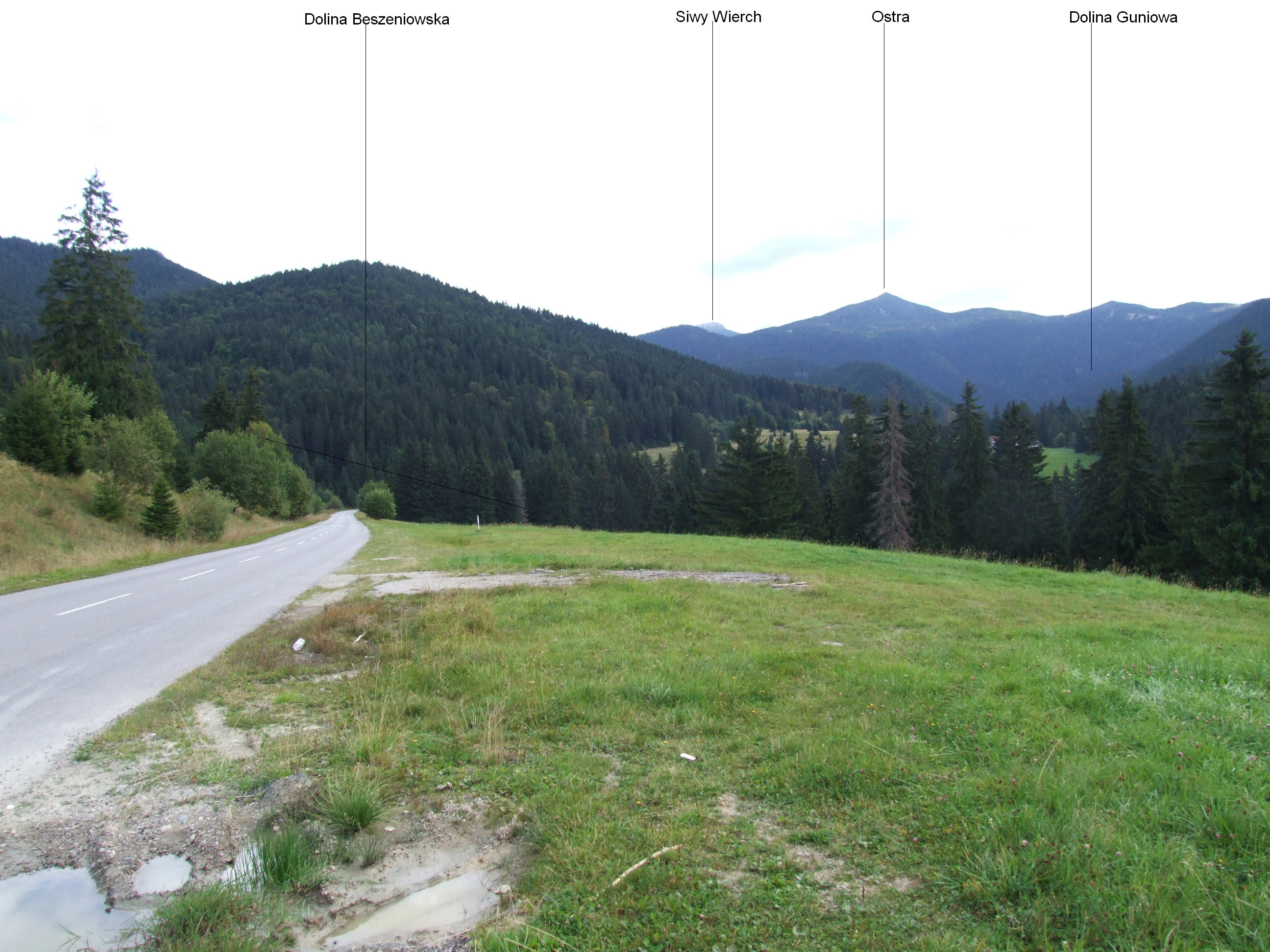
Dolina Beszeniowska

Dolina Beszeniowska (słow. Bešeňovská dolina) – dolina w słowackich Tatrach Zachodnich. Jest jedynym prawym odgałęzieniem Doliny Suchej Sielnickiej. Wcina się w południowe stoki Golicy Huciańskiej i jej południowo-zachodnie ramię. Ma długość około 2 km i opada początkowo w południowym kierunku, powyżej Mesztrowej wykonuje ostry zakręt na wschód. Uchodzi do Doliny Suchej Sielnickiej około 800 m na północ od jej wylotu, a jej ujście tworzy skalisty jar, jest wąskie, strome i trudne do przejścia.
W najwyższej swojej części Dolina Beszeniowska zaczyna się trzema żlebkami i jest zalesiona, w części środkowej znajduje się na niej duża polana Wyżnie Łąki, dolna część znów jest zalesiona. Dnem doliny spływa Beszeniowski Potok, będący jedynym prawym dopływem Suchego Potoku Sielnickiego.
Nazwa doliny pochodzi od odległej miejscowości Beszeniowa, która dawniej posiadała tutaj swoje pastwiska. Obecnie Dolinę Beszeniowską dwukrotnie przecina szosa z Liptowskich Matiaszowiec przez Huciańską Przełęcz do Zuberca.